# 万栄

万 栄（、中国語: 万荣、英語: WAN Rong、ワン ロン、1963年9月17日 - ）は、中国の農学者。専攻は水産学、海洋生物資源学。2021年4月より上海海洋大学総長を務めている。

## 略歴
＜主な出典：＞
- 1985年07月 - 山東海洋学院（現中国海洋大学）水産学部卒業
- 1990年07月 - 青島海洋大学（現中国海洋大学）水産学科修士課程修了
- 2002年03月 - 東京水産大学（現東京海洋大学）大学院水産学研究科海洋生産学専攻博士課程修了、博士（農学）
- 2019年04月 - 上海海洋大学副学長・国際交流担当
- 2021年04月 - 上海海洋大学総長

## 著作・論文
論文は多数あり、英語で出版されたもののほとんどは、Scopus で Author として「Wan, Rong」を選択することによって検索可能。以下は最近の論文。
WAN, Rongの出版物 - エルゼビアが提供するScopus文献データベースによる索引 (要購読契約)
- Huang, L., Li, Y., Wang, G., Wang, Y., Wu, Q., Jia, M., & Wan, R. (2022). An improved Morison hydrodynamics model for knotless nets based on CFD and metamodelling methods. Aquacultural Engineering, 96, 102220. doi:10.1016/j.aquaeng.2021.102220
- Liang, X., Zhang, J., Shao, A., Hu, X., Wan, R., & Yang, J. L. (2021). Bacterial cellulose synthesis gene regulates cellular c-di-GMP that control biofilm formation and mussel larval settlement. International Biodeterioration & Biodegradation, 165, 105330. doi:10.1016/j.ibiod.2021.105330